# Johan I van Monferrato
Johan I van Monferrato (circa 1275 - 9 januari 1305) was van 1292 tot aan zijn dood markgraaf van Monferrato. Hij behoorde tot het huis der Aleramiden.

## Levensloop
Johan was de enige zoon van markgraaf Willem VII van Monferrato en diens tweede echtgenote Beatrix van Castilië, dochter van koning Alfons X van Castilië. Toen zijn vader in de stad Alessandria werd gevangengenomen, werd hij onder de voogdij van markgraaf Thomas I van Saluzzo geplaatst. Willem stierf in 1292 in de gevangenis, waarna Johan vredesonderhandelingen begon met de rebellen in Piëmont. Koning Karel II van Napels verdedigde de belangen van Johan, omdat hij hoopte om Johan als zijn vazal in Piëmont te installeren.
Samen met koning Karel II van Napels en markgraaf Thomas I van Saluzzo vocht Johan tegen de steden Alessandria en Asti om zo de verloren gebieden van zijn vader te heroveren. Tegelijkertijd kwam hij in conflict met het huis Savoye en Milaan. Heer Filips I van Piëmont bezette daarop de steden Collegno, Grugliasco, Turijn en Pianezza, steden die markgraaf Willem VII van Monferrato tijdens zijn bewind had verloren. Johan vormde vervolgens een liga om Matteo I Visconti uit Milaan verdrijven, wat in 1302 effectief lukte. Vervolgens veroverde hij in 1303 de stad Asti.
Johan plande vervolgens een militaire campagne tegen het graafschap Savoye, maar in januari 1305 werd hij plotseling ziek. Enkele dagen later stierf hij, waarna Johan werd bijgezet in het Lucedioklooster. Johan was ongehuwd en kinderloos gebleven, waardoor het markgraafschap Monferrato naar zijn zus Yolande en haar zoon Theodoor I ging.